# Гринстрит, Сидни
Сидни Хьюз Гринстрит (англ. Sydney Hughes Greenstreet, 27 декабря 1879 года — 18 января 1954 года) — английский характерный актёр театра и кино, более всего известный ролями остроумных и обаятельных негодяев и мошенников в серии голливудских фильмов 1940-х годов.
Дородный британский актёр с уникальным вкрадчивым стилем речи, сделавший успешную театральную карьеру в Англии, в возрасте 62 лет Гринстрит сенсационно дебютировал на экране в фильме нуар «Мальтийский сокол» (1941). За время своей непродолжительной голливудской карьеры, продолжавшейся до 1949 года, Гринстрит успел сыграть в 25 картинах, особенно запомнившись по ролям в фильмах «Касабланка» (1942), «Через океан» (1942), «Маска Димитриоса» (1944), «Путь в Марсель» (1944), «Между двух миров» (1944), «Конфликт» (1945), «Рождество в Коннектикуте» (1945), «Вердикт» (1946), «Три незнакомца» (1946) и «Путь фламинго» (1949).
В 1942 году Гринстрит был номинирован на Оскар как лучший актёр второго плана за работу в фильме «Мальтийский сокол» (1941).

## Ранние годы жизни
Сидни Гринстрит родился в Сэндвиче, графство Кент, Англия, он был одним из восьмерых детей в семье торговца кожей. В 19 лет он отправился на Цейлон, рассчитывая стать чайным плантатором, но два года спустя после засухи, уничтожившей урожай, был вынужден вернуться на родину, где в течение года работал в агентстве, управлявшем пивоварней.

## Работа в театре: 1902—1940 годы
Лишь в 1902 году Гринстрит обратил свой взор на театр, и поступил в Актёрскую академию Бена Грита, где дебютировал в роли убийцы в истории о Шёрлоке Холмсе. В 1903 году Гринстрит гастролировал с театром Грита по Англии, исполняя различные роли в шекспировском репертуаре, в частности, ткача в спектакле «Сон в летнюю ночь» и Каски — в «Юлии Цезаре». В 1904 году с шекспировской труппой Гринстрит впервые прибыл в США, а год спустя дебютировал на Бродвее в средневековой моралите «Всякий человек». В течение последующих нескольких лет Гринстрит гастролировал по миру, сыграв в шекспировских пьесах в Канаде, Южной Америке, Индии, Италии, Франции и Северной Африке.
Начиная с 1907 года, Гринстрит был постоянно занят в театральных постановках на Бродвее. Он сыграл за это время более чем в 30 спектаклях, «легко переходя от музыкальной комедии к Шекспиру». В 1920-30-е годы Гринстрит выходил на сцену в таких спектаклях, как комедия Оскара Уайлда «Веер леди Уиндермир», оперетта «Принц-студент», драма Юджина О’Нила «Миллионы Марко», классическая комедия Аристофана «Лисистрата», драма «Земля» по роману Бак Перл и мюзикл «Роберта» с участием Боба Хоупа, Джорджа Мерфи и Фредом Макмюрреем, который стал большим хитом в 1933 году. После триумфальной игры в «Роберте» Гринстрит поступил в постоянную труппу Альфреда Ланта и Лин Фонтэнн, в течение шести лет сыграв главные роли в таких пьесах как «Восторг идиота» Роберта Шервуда, «Амфитрион 38» и «Да сгинет ночь» Шервуда.На протяжении более чем тридцати лет Гринстрит был исключительно театральным актёром.

## Карьера в кино: 1941—1949 годы

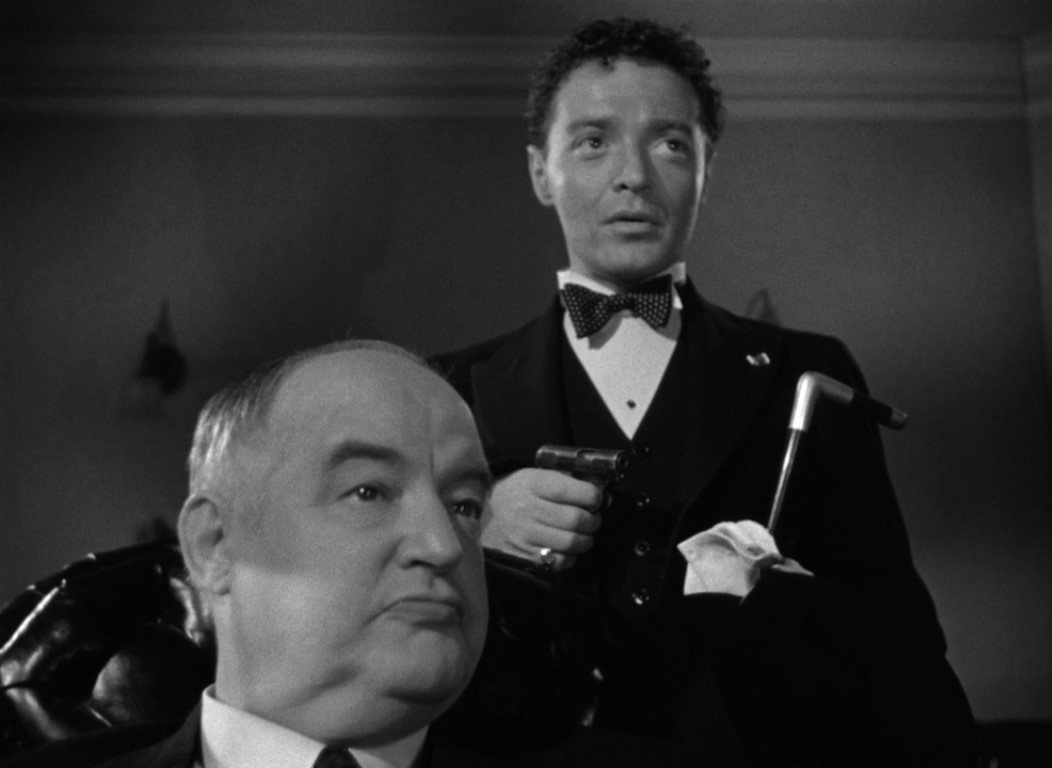
Сидни Гринстрит и Петер Лорре в фильме «Мальтийский сокол» (1941)

В 1940 году во время гастролей в Лос-Анджелесе со спектаклем «Да сгинет ночь» по пьесе Роберта Шервуда Гринстрит «познакомился с кинорежиссёром Джоном Хьюстоном, который предложил ему сыграть безжалостного (Толстяка) Гатмена в фильме нуар „Мальтийский сокол“ (1941) по роману Дэшила Хэммета». Дебют Гринстрита в кино состоялся, когда ему было 62 года, и он весил 300 фунтов. Тяжёлый, внушительный мужчина, Гринстрит идеально подошёл на роль массивного, но странным образом изнеженного Гатмена, величавого денди, который был по своей сущности воплощением зла. В «Мальтийском соколе» Гринстрит «появился с двумя актёрами, с которыми будет связан навсегда — со звездой Хамфри Богартом и коллегой, характерным актёром Питером Лорре». Авторитетный кинокритик Босли Кроутер был впечатлён выдающейся игрой Гринстрита в этом фильме, назвав его «великолепным в роли утончённого английского мошенника». Сходной похвалы Гринстрит удостоился и от журнала «Newsweek», который написал, что «мистер Гринстрит привнёс в Голливуд комедийный талант и злодейство, которые удержат его здесь бесконечно долго». Работа в этом фильме принесла Гринстриту номинацию на Оскар как лучшему актёру второго плана, а также многолетний контракт с «Уорнер бразерс».
Вторым фильмом Гринстрита стала историческая драма о событиях Гражданской войны в США 1860-х годов «Они умерли на своих постах» (1942), в котором он сыграл «небольшую, но эффектную роль генерал-лейтенанта Уинфрида Скотта». Затем он воссоединился с Богартом в шпионском фильме «Через океан» (1942), исполнив роль обаятельного профессора доктора Лоренца, который является тайным агентом японской разведки во время Второй мировой войны. Босли Кроутер был восхищён его игрой, описав её в «Нью-Йорк таймс» как «абсолютную загадку — его персонаж зловредный, но возвышенный, учтивый и полный завидного изящества, и при этом твёрдый и непредсказуемый внутри».

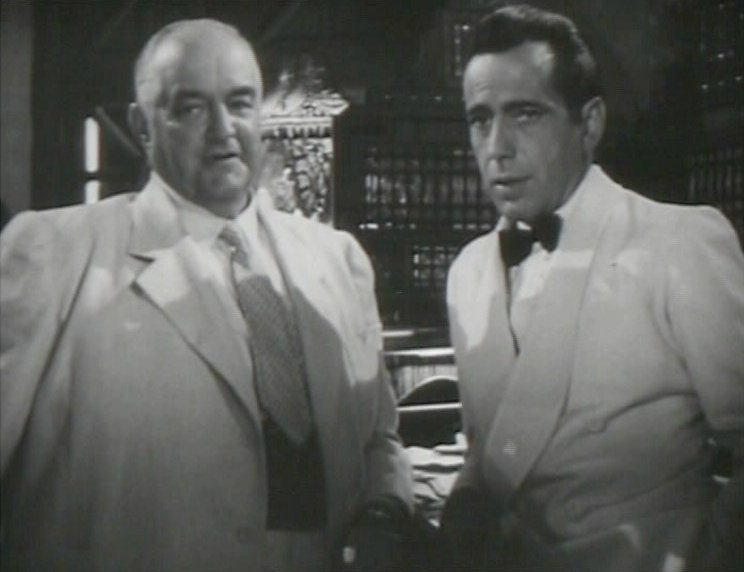
Сидни Гринстрит и Хамфри Богарт в фильме «Касабланка» (1942)

В своём третьем фильме 1942 года, знаменитой «Касабланке» (1942) Гринстрит сыграл «небольшую роль, но памятную роль» жуликоватого владельца ночного клуба, вновь встретившись с Богартом и Лорре. Наконец, в военной шпионской драме «Истоки опасности» (1943) Гринстрит выступил в роли главы вражеской разведки в Турции, а Лорре — в необычной для себя положительной роли русского шпиона, который работает совместно с американским агентом (Джордж Рафт).
В 1944 году Гринстрит и Лорре сыграли вместе ещё несколько раз в таких фильмах, как «Путь в Марсель» (снова вместе с Богартом), «Маска Димитриоса» и «Конспираторы». Сделанный как своего рода продолжение «Касабланки», «немного беспорядочный, но очень увлекательный экшн» «Путь в Марсель» рассказывает историю побега свободолюбивого французского журналиста (Богарт) из тюрьмы на Чёртовом острове недалеко от побережья Французской Гвианы. По пути он попадает на французское судно, которым командует профашистский майор Дюваль (Гринстрит). Однако его враждебные действия успешно нейтрализуются патриотически настроенными членами команды во главе с Богартом.
В военной шпионской драме «Конспираторы», «посредственной шпионской саге, которая также пыталась воспроизвести успех „Касабланки“», Гринстрит исполнил роль руководителя группы подпольщиков в Лиссабоне, а Пол Хенрейд — диверсанта-антифашиста, а Лорре — одного из членов подпольной группы. Затем Грингстрит вернулся в мрачное царство фильма нуар с «Маской Димитриоса», в котором сыграл тёмного дельца и бывшего заключённого, который одержим желанием найти международного авантюриста Димитриоса (Закари Скотт), в результате предательства которого он оказался в тюрьме (его партнёром по фильму вновь был Лорре). Удостоившись высоких оценок за эту роль, исполненную в «лукавом возвышенном стиле», Гринстрит тем не менее признал, что играть в театре ему было легче, чем в кино.
В том же году Гринстрит сыграл самого себя в звёздном музыкально-комедийном киноревю «Голливудская лавка для войск» (1944), которое сделала студия «Уорнер бразерс» в поддержку участников войны. В драматической фантазии «Между двух миров» (1944) молодая пара после неудачной попытки бегства из нацистской Германии решает покончить жизнь самоубийством, отравившись газом, и оказывается в лимбе на перепутье между Раем и Адом, где их судьбу должен определить преподобный Тим Томпсон (Гринстрит). «Хотя сам фильм не имел особого успеха, критик „Лос-Анджелес Экземинер“ написал, что „Гринстрит даёт самую естественную игру, которую только мы видели на экране в течение многих лет“».
«Сильное желание Гринстрита сыграть в комедии, наконец, сбылось», когда в лёгкой военной романтической истории «Подушка на пост» (1945) с Айдой Лупино он исполнил роль командира, в подчинении которого служит главный герой. В том же году в эксцентричной романтической комедии «Рождество в Коннектикуте» (1945) Гринстрит предстал в образе крупного издателя, который с помощью своего редактора по домоводству (Барбара Стэнвик) решает устроить уютное «рекламное рождество» для героя войны.
Одновременно Гринстрит продолжал играть в фильмах нуар, исполнив главные роли в трёх картинах подряд — «Конфликт» (1945), «Три незнакомца» (1946) и «Вердикт» (1946). «Конфликт» был шестым и последним совместным фильмом Гринстрита с Богартом, но при этом впервые Богарт сыграл злодея, который убивает жену, а Гринстрит — искушённого психиатра и друга семьи, который раскрывает это преступление.
В фильме нуар «Три незнакомца» (1946) Гринстрит сыграл внешне благопристойного адвоката, который погряз в финансовых махинациях, доводящих его до убийства. Действие фильма нуар «Вердикт» (1946) происходит в 1890-е годы. Уволенный со службы инспектор Скотленд-Ярда (Гринстрит) с помощью своего друга, книжного иллюстратора (Лорре) раскрывает подстроенное им убийство, чтобы дискредитировать своего неопытного преемника. Это была последняя из девяти совместных работ Гринстрита и Лорре.
Гринстрит снова ненадолго сменил жанр и предстал в образе писателя Уильяма Теккерея в биографической драме «Преданность» (1946) о сёстрах Бронте, которых сыграли Айда Лупино и Оливия де Хавилланд. Затем последовала сатирическая драма «Рекламисты» (1947) о представителе рекламного агентства (Кларк Гейбл), который вынужден терпеть причуды своего крупнейшего заказчика, руководителя косметической компании, самодура и тирана, которого играет Гринстрит. В готической мелодраме-триллере «Женщина в белом» (1948) Гринстрит сыграл «дьявольского графа Фоско», который хочет завладеть наследством убитого аристократа, «используя подставных лиц, брак по расчёту, шантаж, скрытых родственников и подавление собственных семейных тайн».

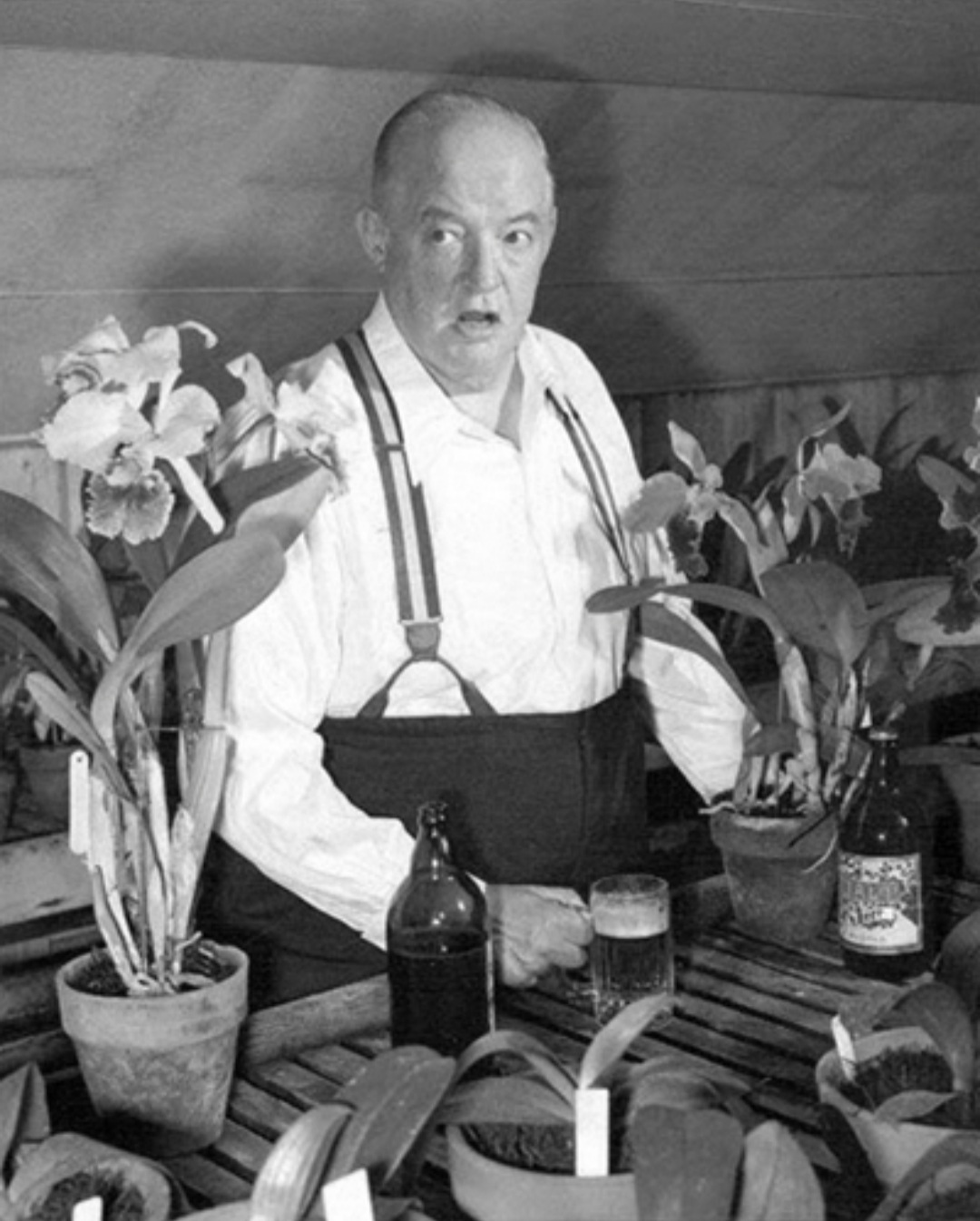
Сидни Гринстрит на записи радиопрограммы «Новые приключения Ниро Вульфа» (1950)

Нуар «Безжалостный» (1948) рассказывает о подъёме и падении беспринципного финансиста (Закари Скотт), одного из деловых партнёров, а затем и жертв которого играет Гринстрит. В нуаровой драме «Путь фламинго» (1949) у официантки в небольшом городке (Джоан Кроуфорд) начинается роман с одним из молодых местных политиков. Его патрон, фактический правитель городка шериф Титус Семпл (Гринстрит) решает убрать её с пути, и по сфабрикованному делу сажает в тюрьму. Однако, выйдя на свободу, она начинает жестоко мстить всем своим обидчикам. «Прикосновение бархата» (1948) стал последним фильмом нуар Гринстрита. В этой картине он сыграл «искусного и ловкого детектива, который расследует убийство знаменитого бродвейского продюсера», при этом его персонаж умело «скрывает своё изощрённое чутьё под маской добродушия и самоуничижительного юмора». Журнал «Variety» отметил, что этой ролью Гринстрит доставляет «громадное наслаждение публике», а критик «Голливуд репортер» написал, что «он определённо добивается успеха в роли полицейского инспектора». Свою последнюю роль в кино Гринстрит сыграл в приключенческом триллере военного времени «Малайя» (1949) с участием Спенсера Трейси и Джеймса Стюарта.

## Актёрское амплуа и оценка творчества
По мнению кинокритика Джейсона Энкени, «Сидни Гринстрит входил в число самых лучших характерных актёров Голливуда», ему удалось создать образ «классического негодяя, преступные действия которого в таких картинах, как „Касабланка“ и „Мальтийский сокол“, остаются одними из самых запоминающихся и загадочных отображений зла, когда-либо переданных на экране». Как отмечает историк фильма нуар Эндрю Спайсер, фирменным экранным образом Гринстрита стала «лощёная элегантность и мягкий аристократический голос, под которыми скрывались коварство и порочность». В биографии актёра на сайте Turner Classic Movies указывается, что Гринстрит неоднократно играл роли «великолепного интригана и умного, прозорливого архитектора преступлений, но иногда играл и симпатичных персонажей, в частности, в „Рождестве в Коннектикуте“ (1945)». Однако Спайсер замечает, что хотя «Гринстрит и умел играть положительные роли, в частности, по-отечески участливого психиатра в „Конфликте“ (1945), сильной стороной актёра всё-таки оставалось учтивое злодейство, в частности, в таких фильмах, как „Маска Димитриоса“ (1944), „Три незнакомца“ (1946) и „Вердикт“ (1946)».

## Последние годы жизни и смерть
После ухода из кино Гринстрит в 1950-51 годах исполнял роль частного детектива Ниро Вульфа в радиопрограмме канала «Эн-Би-Си» «Новые приключения Ниро Вульфа». В 1952 году Гринстрит заявил о своей отставке.
В течение многих лет Гринстрит страдал от диабета и болезни почек. Он умер 18 января 1954 года в Голливуде.

## Фильмография
| Год  | Русское название фильма      | Оригинальное название фильма  | Роль                                 |
| ---- | ---------------------------- | ----------------------------- | ------------------------------------ |
| 1941 | Мальтийский сокол            | The Maltese Falcon            | Каспер Гатмен                        |
| 1941 | Они умерли на своих постах   | They Died with Their Boots On | Генерал-лейтенант Уинфрид Скотт      |
| 1942 | Через океан                  | Across the Pacific            | Доктор Лоренц                        |
| 1942 | Касабланка                   | Casablanca                    | Сеньор Феррари                       |
| 1943 | Истоки опасности             | Background to Danger          | Полковник Робинсон                   |
| 1944 | Путь в Марсель               | Passage to Marseille          | Майор Дюваль                         |
| 1944 | Между двух миров             | Between Two Worlds            | Преподобный Тим Томпсон              |
| 1944 | Маска Димитриоса             | The Mask of Dimitrios         | Мистер Питерс                        |
| 1944 | Конспираторы                 | The Conspirators              | Рикардо Квинтанилла                  |
| 1944 | Голливудская лавка для войск | Hollywood Canteen             | Сидни Гринстрит                      |
| 1945 | Подушка на пост              | Pillow to Post                | Полковник Майкл Отли                 |
| 1945 | Конфликт                     | Conflict                      | Доктор Марк Хэмилтон                 |
| 1945 | Рождество в Коннектикуте     | Christmas in Connecticut      | Александер Ярдли                     |
| 1946 | Три незнакомца               | Three Strangers               | Джером К. Эрбатни                    |
| 1946 | Преданность                  | Devotion                      | Уильям Мейкпис Теккерей              |
| 1946 | Вердикт                      | The Verdict                   | Суперинтендант Джордж Эдвард Гродман |
| 1947 | Этот путь с женщиной         | That Way with Women           | Джеймс П. Олден                      |
| 1947 | Рекламисты                   | The Hucksters                 | Ивэн Ллевеллин Ивэнс                 |
| 1948 | Прикосновение бархата        | The Velvet Touch              | Капитан Дэнбери                      |
| 1948 | Безжалостный                 | Ruthless                      | Бак Мэнсфилд                         |
| 1948 | Женщина в белом              | The Woman in White            | Граф Алессандро Фоско                |
| 1949 | Путь фламинго                | Flamingo Road                 | Шериф Титус Семпл                    |
| 1949 | Малайя                       | Malaya                        | Голландец                            |